# Historia futbolística entre Colombia y Venezuela
Los encuentros futbolísticos entre Colombia y Venezuela, conocido como «clásico de la frontera» iniciaron el 23 de febrero de 1938 durante los IV Juegos Centroamericanos y del Caribe realizados en Panamá.
Con 46 partidos jugados hasta la actualidad, Colombia es el rival más recurrente en la historia de la selección venezolana, y Venezuela el quinto en la colombiana.

## Historia
El primer encuentro entre las selecciones de Colombia y Venezuela se dio en el torneo de fútbol de los IV Juegos Centroamericanos y del Caribe de 1938 celebrados en Panamá, siendo Venezuela ganadora 2:1. El mismo año se juega en Bogotá por los I Juegos Bolivarianos, dándose la primera victoria para Colombia 2:0. Hasta 1970, los enfrentamientos fueron frecuentes en juegos bolivarianos, centroamericanos y en torneos juveniles. Con jugadores amateur disputaron el título de los Juegos Bolivarianos de 1951 desarrollados en Caracas, con victoria 1:0 para Colombia. En 1969 se enfrentan por primera vez en las eliminatorias de la Copa Mundial de Fútbol y en 1979 en Copa América. Los encuentros entre ambas selecciones se dan en diferentes categorías y certámenes oficiales como las finales de olimpiadas regionales (Juegos Suramericanos de 1994, Juegos Bolivarianos de 2005 y Juegos Centroamericanos y del Caribe de 2006), además de fases definitorias del Campeonato Sudamericano de Fútbol Sub-20 en 2005 y 2009 y sub-17 en 2007.

## Enfrentamientos

### Encuentros oficiales
| N.º | Fecha                    | Lugar             | Local     | Resultado | Visitante | Competición                             |
| --- | ------------------------ | ----------------- | --------- | --------- | --------- | --------------------------------------- |
| 1   | 23 de febrero de 1938    | Panamá            | Colombia  | 1:2       | Venezuela | IV Juegos Centroamericanos y del Caribe |
| 2   | 14 de agosto de 1938     | Bogotá            | Colombia  | 2:0       | Venezuela | I Juegos Bolivarianos                   |
| 3   | 12 de diciembre de 1946  | Barranquilla      | Colombia  | 2:0       | Venezuela | V Juegos Centroamericanos y del Caribe  |
| 4   | 27 de julio de 1969      | Bogotá            | Colombia  | 3:0 (0:0) | Venezuela | Clasif. Copa Mundial de 1970            |
| 5   | 2 de agosto de 1969      | Caracas           | Venezuela | 1:1 (0:1) | Colombia  | Clasif. Copa Mundial de 1970            |
| 6   | 9 de marzo de 1970       | Panamá            | Colombia  | 3:0       | Venezuela | XI Juegos Centroamericanos y del Caribe |
| 7   | 3 de junio de 1972       | Caracas           | Venezuela | 2:1       | Colombia  | Amistoso                                |
| 8   | 9 de julio de 1978       | Medellín          | Colombia  | 4:0       | Venezuela | XI Juegos Centroamericanos y del Caribe |
| 9   | 1 de agosto de 1979      | San Cristóbal     | Venezuela | 0:0 (0:0) | Colombia  | Copa América 1979                       |
| 10  | 22 de agosto de 1979     | Bogotá            | Colombia  | 4:0 (1:0) | Venezuela | Copa América 1979                       |
| 11  | 5 de enero de 1980       | Caracas           | Venezuela | 0:0 (0:0) | Colombia  | Amistoso                                |
| 12  | 23 de junio de 1985      | San Cristóbal     | Venezuela | 2:2 (1:1) | Colombia  | Clasif. Copa Mundial de 1986            |
| 13  | 30 de junio de 1985      | Bogotá            | Colombia  | 2:0 (2:0) | Venezuela | Clasif. Copa Mundial de 1986            |
| 14  | 3 de julio de 1989       | Salvador de Bahía | Colombia  | 4:2 (1:0) | Venezuela | Copa América 1989                       |
| 15  | 24 de febrero de 1993    | San Cristóbal     | Venezuela | 0:0 (0:0) | Colombia  | Amistoso                                |
| 16  | 21 de mayo de 1993       | Bogotá            | Colombia  | 1:1 (1:1) | Venezuela | Amistoso                                |
| 17  | 28 de enero de 1994      | Barinas           | Venezuela | 1:2 (0:1) | Colombia  | Amistoso                                |
| 18  | 15 de diciembre de 1996  | San Cristóbal     | Venezuela | 0:2 (0:1) | Colombia  | Clasif. Copa Mundial de 1998            |
| 19  | 10 de septiembre de 1997 | Barranquilla      | Colombia  | 1:0 (0:0) | Venezuela | Clasif. Copa Mundial de 1998            |
| 20  | 30 de marzo de 1999      | Maracaibo         | Venezuela | 0:0 (0:0) | Colombia  | Amistoso                                |
| 21  | 15 de abril de 1999      | Caracas           | Venezuela | 1:1 (0:0) | Colombia  | Amistoso                                |
| 22  | 4 de junio de 2000       | Bogotá            | Colombia  | 3:0 (2:0) | Venezuela | Clasif. Copa Mundial de 2002            |
| 23  | 24 de abril de 2001      | San Cristóbal     | Venezuela | 2:2 (1:0) | Colombia  | Clasif. Copa Mundial de 2002            |
| 24  | 11 de julio de 2001      | Barranquilla      | Colombia  | 2:0 (1:0) | Venezuela | Copa América 2001                       |
| 25  | 7 de mayo de 2002        | Caracas           | Venezuela | 0:0 (0:0) | Colombia  | Amistoso                                |
| 26  | 15 de noviembre de 2003  | Barranquilla      | Colombia  | 0:1 (0:1) | Venezuela | Clasif. Copa Mundial de 2006            |
| 27  | 6 de julio de 2004       | Lima              | Venezuela | 0:1 (0:1) | Colombia  | Copa América 2004                       |
| 28  | 26 de marzo de 2005      | Maracaibo         | Venezuela | 0:0 (0:0) | Colombia  | Clasif. Copa Mundial de 2006            |
| 29  | 1 de marzo de 2006       | Maracaibo         | Venezuela | 1:1 (0:0) | Colombia  | Amistoso                                |
| 30  | 17 de noviembre de 2007  | Bogotá            | Colombia  | 1:0 (0:0) | Venezuela | Clasif. Copa Mundial de 2010            |
| 31  | 30 de abril de 2008      | Bucaramanga       | Colombia  | 5:2 (2:2) | Venezuela | Amistoso                                |
| 32  | 31 de marzo de 2009      | Ciudad Guayana    | Venezuela | 2:0 (0:0) | Colombia  | Clasif. Copa Mundial de 2010            |
| 33  | 12 de agosto de 2009     | Nueva York        | Colombia  | 1:2 (1:1) | Venezuela | Amistoso                                |
| 34  | 3 de septiembre de 2010  | Puerto La Cruz    | Venezuela | 0:2 (0:1) | Colombia  | Amistoso                                |
| 35  | 11 de noviembre de 2011  | Barranquilla      | Colombia  | 1:1 (1:0) | Venezuela | Clasif. Copa Mundial de 2014            |
| 36  | 26 de marzo de 2013      | Ciudad Guayana    | Venezuela | 1:0 (1:0) | Colombia  | Clasif. Copa Mundial de 2014            |
| 37  | 14 de junio de 2015      | Rancagua          | Colombia  | 0:1 (0:1) | Venezuela | Copa América 2015                       |
| 38  | 1 de septiembre de 2016  | Barranquilla      | Colombia  | 2:0 (1:0) | Venezuela | Clasif. Copa Mundial de 2018            |
| 39  | 31 de agosto de 2017     | San Cristóbal     | Venezuela | 0:0 (0:0) | Colombia  | Clasif. Copa Mundial de 2018            |
| 40  | 7 de septiembre de 2018  | Miami Gardens     | Colombia  | 2:1 (0:1) | Venezuela | Amistoso                                |
| 41  | 10 de septiembre de 2019 | Tampa             | Colombia  | 0:0 (0:0) | Venezuela | Amistoso                                |
| 42  | 9 de octubre de 2020     | Barranquilla      | Colombia  | 3:0 (3:0) | Venezuela | Clasif. Copa Mundial de 2022            |
| 43  | 17 de junio de 2021      | Goiânia           | Colombia  | 0:0 (0:0) | Venezuela | Copa América 2021                       |
| 44  | 29 de marzo de 2022      | Puerto Ordaz      | Venezuela | 0:1 (0:1) | Colombia  | Clasif. Copa Mundial de 2022            |
| 45  | 7 de septiembre de 2023  | Barranquilla      | Colombia  | 1:0 (0:0) | Venezuela | Clasif. Copa Mundial de 2026            |
| 46  | 10 de diciembre de 2023  | Florida           | Colombia  | 1:0 (0:0) | Venezuela | Amistoso                                |

| Equipo    | PJ | PG | %     | PE | %     | GF |
| --------- | -- | -- | ----- | -- | ----- | -- |
| Colombia  | 46 | 23 | 50    | 16 | 34,78 | 66 |
| Venezuela | 46 | 7  | 15,21 | 16 | 34,78 | 26 |

#### Eliminatorias mundialistas
| Equipo    | PJ | PG | %     | PE | %     | GF |
| --------- | -- | -- | ----- | -- | ----- | -- |
| Colombia  | 19 | 10 | 52,63 | 6  | 31.58 | 25 |
| Venezuela | 19 | 3  | 15,78 | 6  | 31.58 | 10 |

#### Encuentros enCopa América
| Equipo    | PJ | PG | %     | PE | %     | GF |
| --------- | -- | -- | ----- | -- | ----- | -- |
| Colombia  | 7  | 4  | 57,14 | 2  | 28,57 | 11 |
| Venezuela | 7  | 1  | 14,29 | 2  | 28,57 | 3  |

#### Encuentros amistosos
| Equipo    | PJ | PG | %     | PE | %     | GF |
| --------- | -- | -- | ----- | -- | ----- | -- |
| Colombia  | 15 | 5  | 33,33 | 8  | 53,33 | 17 |
| Venezuela | 15 | 2  | 13,33 | 8  | 53,33 | 11 |

### Datos misceláneos
- Jugando en Venezuela, Colombia ha ganado 4 veces: en 1994 (1:2), 1996 (0:2), 2010 (0:2) y 2022 (0:1).
- Jugando en Colombia, Venezuela ha ganado una vez: en 2003 (0:1).
- Escenario más utilizado: El Campín de Bogotá y Metropolitano de Barranquilla, con 7 partidos.
- Ciudades donde se han enfrentado: Bogotá (7), Barranquilla (7), Bucaramanga (1) y Medellín (1) en Colombia (16); y San Cristóbal (6), Caracas (5), Maracaibo (3), Ciudad Guayana (2), Barinas (1), Puerto La Cruz (1) y Puerto Ordaz (1) en Venezuela (19).

## Otras categorías
| N.º | Fecha                    | Lugar                  | Local     | Resultado | Visitante | Competición                                | Categoría |
| --- | ------------------------ | ---------------------- | --------- | --------- | --------- | ------------------------------------------ | --------- |
| 1   | 21 de diciembre de 1951  | Caracas                | Venezuela | 1:2       | Colombia  | III Juegos Bolivarianos                    | Amateur   |
| 2   | 7 de diciembre de 1961   | Barranquilla           | Venezuela | 2:2       | Colombia  | IV Juegos Bolivarianos                     | Amateur   |
| 3   | 16 de diciembre de 1961  | Barranquilla           | Colombia  | 2:1       | Venezuela | IV Juegos Bolivarianos                     | Amateur   |
| 4   | 12 de enero de 1964      | Cali                   | Colombia  | 1:1       | Venezuela | Sudamericano Sub-20 de 1964                | Sub-20    |
| 5   | 8 de marzo de 1967       | Asunción               | Venezuela | 3:1       | Colombia  | Sudamericano Sub-20 de 1964                | Sub-20    |
| 6   | 9 de marzo de 1970       | Panamá                 | Colombia  | 3:0       | Venezuela | XI Juegos Centroamericanos y del Caribe    | Amateur   |
| 7   | 01 de marzo de 1971      | Asunción               | Colombia  | 2:2       | Venezuela | Sudamericano Sub-20 de 1971                | Sub-20    |
| 8   | 28 de noviembre de 1971  | Asunción               | Colombia  | 2:0       | Venezuela | Preolímpico de 1972                        | Amateur   |
| 9   | 13 de marzo de 1974      | Concepción             | Colombia  | 2:0       | Venezuela | Sudamericano Sub-20 de 1974                | Sub-20    |
| 10  | 9 de julio de 1978       | Medellín               | Colombia  | 4:0       | Venezuela | XIII Juegos Centroamericanos y del Caribe  | Amateur   |
| 11  | 27 de enero de 1980      | Bogotá                 | Colombia  | 0:1       | Venezuela | Preolímpico de 1980                        | Amateur   |
| 12  | 5 de diciembre de 1981   | Barquisimeto           | Colombia  | 1:1       | Venezuela | IX Juegos Bolivarianos                     | Amateur   |
| 13  | 22 de abril de 1985      | Buenos Aires           | Venezuela | 0:4       | Colombia  | Sudamericano Sub-17 de 1985                | Sub-17    |
| 14  | 7 de febrero de 1992     | Asunción               | Colombia  | 4:0       | Venezuela | Preolímpico de 1992                        | Sub-23    |
| 15  | 5 de febrero de 1993     | Tuluá                  | Colombia  | 2:0       | Venezuela | Sudamericano Sub-17 de 1993                | Sub-17    |
| 16  | 28 de abril de 1993      | Cochabamba             | Colombia  | 1:0       | Venezuela | XII Juegos Bolivarianos                    | Sub-17    |
| 17  | 27 de noviembre de 1994  | Valencia               | Venezuela | 0:2       | Colombia  | Juegos Suramericanos de 1994               | Sub-17    |
| 18  | 27 de noviembre de 1996  | Mar del Plata          | Venezuela | 1:0       | Colombia  | Preolímpico de 1996                        | Sub-23    |
| 19  | 19 de octubre de 1997    | Arequipa               | Colombia  | 3:1       | Venezuela | XIII Juegos Bolivarianos                   | Sub-17    |
| 20  | 21 de enero de 2000      | Londrina               | Venezuela | 1:1       | Colombia  | Preolímpico de 2000                        | Sub-23    |
| 21  | 19 de octubre de 1997    | Ambato                 | Colombia  | 1:1       | Venezuela | XIX Juegos Bolivarianos                    | Sub-18    |
| 22  | 14 de enero de 2003      | Colonia del Sacramento | Venezuela | 0:1       | Colombia  | Sudamericano Sub-20 de 2003                | Sub-20    |
| 23  | 16 de septiembre de 2004 | Pedro Juan Caballero   | Venezuela | 1:1       | Colombia  | Sudamericano Sub-15 de 2004                | Sub-15    |
| 24  | 19 de enero de 2005      | Pereira                | Colombia  | 2:0       | Venezuela | Sudamericano Sub-20 de 2005                | Sub-20    |
| 25  | 06 de febrero de 2005    | Manizales              | Colombia  | 2:0       | Venezuela | Sudamericano Sub-20 de 2005                | Sub-20    |
| 26  | 14 de agosto de 2005     | Armenia                | Colombia  | 2:0       | Venezuela | XX Juegos Bolivarianos                     | Sub-17    |
| 27  | 19 de agosto de 2005     | Armenia                | Colombia  | 1:0       | Venezuela | XX Juegos Bolivarianos                     | Sub-17    |
| 28  | 29 de julio de 2006      | Cartagena              | Colombia  | 2:1       | Venezuela | XX Juegos Centroamericanos y del Caribe    | Sub-21    |
| 29  | 06 de febrero de 2007    | Ciudad del Este        | Colombia  | 2:1       | Venezuela | Sudamericano Sub-20 de 2007                | Sub-20    |
| 30  | 13 de marzo de 2007      | Cuenca                 | Colombia  | 2:2       | Venezuela | Sudamericano Sub-17 de 2007                | Sub-17    |
| 31  | 25 de marzo de 2007      | Quito                  | Colombia  | 5:0       | Venezuela | Sudamericano Sub-17 de 2007                | Sub-17    |
| 32  | 27 de enero de 2009      | Maturín                | Venezuela | 1:1       | Colombia  | Sudamericano Sub-20 de 2009                | Sub-20    |
| 33  | 31 de enero de 2009      | Puerto La Cruz         | Venezuela | 2:1       | Colombia  | Sudamericano Sub-20 de 2009                | Sub-20    |
| 34  | 22 de marzo de 2011      | Ibarra                 | Colombia  | 1:0       | Venezuela | Sudamericano Sub-17 de 2011                | Sub-17    |
| 35  | 8 de abril de 2013       | La Punta               | Colombia  | 0:0       | Venezuela | Sudamericano Sub-17 de 2013                | Sub-17    |
| 36  | 17 de noviembre de 2013  | Montero                | Venezuela | 2:4       | Colombia  | Sudamericano Sub-15 de 2013                | Sub-15    |
| 37  | 21 de enero de 2015      | Maldonado              | Colombia  | 1:0       | Venezuela | Sudamericano Sub-20 de 2015                | Sub-20    |
| 38  | 11 de marzo de 2015      | Asunción               | Venezuela | 1:1       | Colombia  | Sudamericano Sub-17 de 2015                | Sub-17    |
| 39  | 27 de noviembre de 2015  | Valledupar             | Colombia  | 4:3       | Venezuela | Sudamericano Sub-15 de 2015                | Sub-15    |
| 40  | 30 de enero de 2017      | Quito                  | Colombia  | 1:1       | Venezuela | Sudamericano Sub-20 de 2017                | Sub-20    |
| 41  | 13 de marzo de 2017      | Rancagua               | Venezuela | 0:0       | Colombia  | Sudamericano Sub-17 de 2017                | Sub-17    |
| 42  | 21 de noviembre de 2017  | Santa Marta            | Venezuela | 0:1       | Colombia  | XVIII Juegos Bolivarianos                  | Sub-17    |
| 44  | 31 de agosto de 2018     | Barranquilla           | Colombia  | 2:1       | Venezuela | XXIII Juegos Centroamericanos y del Caribe | Sub-21    |
| 45  | 17 de enero de 2019      | Rancagua               | Venezuela | 1:0       | Colombia  | Sudamericano Sub-20 de 2019                | Sub-20    |
| 46  | 7 de febrero de 2019     | Rancagua               | Venezuela | 0:2       | Colombia  | Sudamericano Sub-20 de 2019                | Sub-20    |
| 47  | 23 de noviembre de 2019  | Luque                  | Venezuela | 1:1       | Colombia  | Sudamericano Sub-15 de 2019                | Sub-15    |
| 47  | 27 de enero de 2020      | Pereira                | Venezuela | 1:2       | Colombia  | Preolímpico de 2020                        | Sub-23    |
| 48  | 12 de febrero de 2023    | Bogotá                 | Venezuela | 1:2       | Colombia  | Sudamericano Sub-20 de 2023                | Sub-20    |

### Encuentros oficiales
| Equipo    | PJ | PG | %     | PE | %     | GF |
| --------- | -- | -- | ----- | -- | ----- | -- |
| Colombia  | 48 | 29 | 60.42 | 14 | 29.17 | 84 |
| Venezuela | 48 | 5  | 10.41 | 14 | 29.17 | 36 |

#### Amateur
| Equipo    | PJ | PG | %    | PE | %  | GF |
| --------- | -- | -- | ---- | -- | -- | -- |
| Colombia  | 8  | 5  | 62.5 | 2  | 25 | 16 |
| Venezuela | 8  | 1  | 12,5 | 2  | 25 | 6  |

#### Sub-23
| Equipo    | PJ | PG | %  | PE | %  | GF |
| --------- | -- | -- | -- | -- | -- | -- |
| Colombia  | 4  | 2  | 50 | 1  | 25 | 7  |
| Venezuela | 4  | 1  | 25 | 1  | 25 | 3  |

#### Sub-20
| Equipo    | PJ | PG | %     | PE | %     | GF |
| --------- | -- | -- | ----- | -- | ----- | -- |
| Colombia  | 15 | 8  | 53.33 | 4  | 26.67 | 21 |
| Venezuela | 15 | 3  | 20    | 4  | 26.67 | 13 |

#### Sub-17
| Equipo    | PJ | PG | %     | PE | %     | GF |
| --------- | -- | -- | ----- | -- | ----- | -- |
| Colombia  | 14 | 10 | 71,43 | 4  | 28,57 | 25 |
| Venezuela | 14 | 0  | 00    | 4  | 28,57 | 4  |

#### Sub-15
| Equipo    | PJ | PG | %  | PE | %  | GF |
| --------- | -- | -- | -- | -- | -- | -- |
| Colombia  | 4  | 2  | 50 | 2  | 50 | 10 |
| Venezuela | 4  | 0  | 00 | 2  | 50 | 7  |